# Список умерших в 925 году

## Март
- 8 марта — Берта, графиня Арля (885 — между 887 и 890) по браку с Теобальдом, маркграфиня Тосканы (между 890 и 895—915) по браку с Адальбертом II Богатым; регент Тосканской марки (915—916) при своём сыне Гвидо[1].

## Май
- 15 мая — Николай Мистик, Патриарх Константинопольский (901—907 и 912—925), православный святой[2].

## Сентябрь
- 1 сентября — Сеульф Реймский, архиепископ Реймса (922-925)[3].

## Декабрь
- 10 декабря — Санчо I Гарсес, король Наварры (905—925), первый представитель наваррской королевской династии Хименесов[4].

## Дата смерти неизвестна или требует уточнения
- Алмуш, йылтывар (царь) Волжской Булгарии (895—925).
- Альберих I Сполетский, герцог Сполето[5].
- Васугупта, шиваитский философ и святой из Кашмира, основатель индуистской философской школы кашмирского шиваизма.
- Абу Бакр Мухаммад ар-Рази, персидский учёный-энциклопедист, врач, алхимик и философ[6].
- Фруэла II, король Астурии (910—925), Галисии и Леона (924—925).